# 非弁提携
非弁提携（ひべんていけい）とは、弁護士が、非弁護士と弁護士法や職務基本規程上、許されない提携をすることをいう。
関与した弁護士・非弁護士の双方が刑事罰に処されるだけでなく、依頼者ひいては国民一般の利益を害するものである。

## 規制の趣旨
弁護士は、ほぼ無制限に法律に関する業務を行う権限を与えられ、高度な弁護士自治を認められている反面、高度な社会的使命（弁護士法1条）を課せられ、弁護士法上多くの義務を負っている。このような弁護士制度は、非弁護士による法律事務の取扱が依頼者ひいては国民の利益を害し、司法・法律秩序の維持にも有害であることから定められているものである。ところが、非弁護士が弁護士と提携することを許せば、弁護士に課せられた規制を潜脱し、事実上非弁護士が法律事務を取り扱うことを許すことになりかねない。そこで、弁護士制度の趣旨の没却を防ぐため、非弁提携の禁止が定められた。

### 依頼者の被害
非弁提携が依頼者（国民一般）に与える影響には種々のものがあるが、以下にその一例を挙げる。
弁護士と連絡が取れない
非弁提携弁護士の業務はしばしば非弁業者に乗っ取られているので、当該弁護士は自分が受任した事件について何も把握しておらず、依頼者との連絡も非弁業者任せとなる。依頼者から見れば、弁護士に依頼したにもかかわらず、事件処理について弁護士本人と全く相談ができない事態となる。
現に、弁護士会に「弁護士と連絡が取れない」「事務員だけしか出てこない」「すぐ弁護士から事務員に代わる」等の苦情が寄せられる場合、非弁提携の可能性が高くなると指摘されている。
預り金の費消
弁護士は、依頼者の預り金を分別管理する義務を負っているから（預り金等の取扱いに関する規程）、弁護士自身によって正常に運営されている法律事務所に依頼する限り、依頼者は預り金に関するトラブルに遭遇することは稀である。
これに対し、非弁業者はそのような義務を負っておらず、他に預り金を適切に管理する動機もないから、返還すべき預り金をしばしば費消してしまう。これにより、非弁提携弁護士の依頼者は、預り金の返還を受けられなくなるだけでなく、任意整理で合意した月々の弁済の代行を非弁提携弁護士に依頼していたような場合には、弁済が滞り、期限の利益を失って新たな訴訟を提起される等の不利益を受けることになる。
不適切な事件処理
弁護士は誠実義務（職務基本規定5条）を負い、依頼者の意思を尊重しつつ依頼者の正当な利益を実現する義務（同21条、22条1項）を負う。そのため、弁護士は、依頼者の意向を聞き取り、法律上可能な範囲で最善の方策を提案することが通常である。
他方、非弁業者が関心があるのは自己の利益だけであるから、手間を掛けてまで依頼者にとって最善の法的手段を選択する動機がない。そのため、依頼者の意向に関わらず、合理的な理由もなく、安易に手間の少ない解決策しか提示しない傾向がある。例えば、債務整理案件においては、本来民事再生手続を利用すべき場合でも簡単な任意整理を無理に勧めるといった傾向がある。
割高な報酬
非弁業者の利益は、依頼者に対して直接請求されるか、または依頼者に請求される弁護士報酬に転嫁される。法テラスや弁護士会などの適法なルートで弁護士を探せばその分のコストは生じないから、非弁提携弁護士の依頼者の負担は、非弁業者に支払われるマージンの分、正常に運営されている法律事務所に依頼する場合に比して高額になる。
実際に、非弁業者経由で提示された弁護士報酬が、当該弁護士のホームページに掲載されている料金よりも一定割合で高額になっており、明らかに周旋が疑われるケースがあるという。

## 規制の内容

### 違反の判断手法
あらゆる法律判断に共通するが、非弁提携に該当するか否かは、外観や名義ではなく、実質的に判断される。すなわち、広告料や必要経費などに名義を繕っていても、実質的に依頼者紹介の対価支払いや報酬分配を行っているといえる関係が認定されれば、非弁提携に当たると判断されることはありうる。
一例として、東京弁護士会においては、以下のような要素を考慮して非弁提携を判断しているという（もちろんこれに限られるものではない。）。
1. 資金の流れ - 弁護士が資金の流れを把握しているか、とりわけ預り金口座を管理し残高が適切であるか
2. 方針決定権の所在 - 弁護士自身が方針を決定しているか。依頼者が「弁護士と1回も会ったことがない」というのは論外であるが、そこまで至らないケースでも実質的に判断される。
3. 方針決定の妥当性 - 法律的に妥当な方針決定がされているか。例えば債務整理においては、整理屋は煩雑な民事再生手続を避け、送金代行の手数料として継続的な収入が得られる任意整理を好む傾向があるという。

### 非弁護士に対する規制
要件・効果
「弁護士又は弁護士法人でない者は、報酬を得る目的で訴訟事件、非訟事件及び審査請求、異議申立て、審査請求等行政庁に対する不服申立事件その他一般の法律事件に関して鑑定、代理、仲裁若しくは和解その他の法律事務……の周旋をすることを業とすることができない。」（弁護士法72条本文）とされている。
違反すると、非弁活動と同様に「2年以下の懲役又は300万円以下の罰金」（同法77条）に処される。

### 弁護士に対する規制
弁護士に対しては、弁護士法および日弁連の内規である弁護士職務基本規定により、非弁業者に比してさらに重い義務が課されている。

#### 弁護士法上の規制と罰則
弁護士法27条は、弁護士が違法な非弁業者から事件の周旋を受けることや、名義貸しをすることを禁じている。違反すれば、2年以下の懲役または300万円以下の罰金に処される（弁護士法77条1号）。

#### 会則上の規制と懲戒
非弁提携・名義貸しの禁止
非弁行為・非弁提携を行っている者や、そう疑うに足りる相当の理由のある者を利用したり、依頼者の紹介を受けたり、名義を使わせることは禁止されている（弁護士職務基本規定11条）。
報酬分配の禁止
弁護士以外の者と弁護士報酬を分配することは禁止されている（弁護士職務基本規定12条）。
依頼者紹介の対価受取の禁止
依頼者紹介の対価を支払ったり、受け取ったりすることは禁止されている（弁護士職務基本規定13条）。なお、これは弁護士間の依頼者紹介においても適用される。
違反に対する制裁
弁護士がこれらの規制に違反すれば会則違反となり、懲戒処分が科されうる（弁護士法56条1項）。
確信犯的に非弁提携行為を繰り返した犯情悪質な事案では、最も重い除名処分となることもある。

#### 非弁提携弁護士の末路
非弁提携に手を出した弁護士は、違法行為に加担したことになるだけでなく、債務や依頼者に対する責任などを一方的に押しつけられる形となる。
また、非弁業者は、様々な方策を組み合わせて、非弁提携弁護士を依存させる体制を作り上げる。
したがって、一度非弁提携業者に取り込まれてしまうと脱出することは困難であり、遅かれ早かれ破滅が待っていると指摘されている。
非弁提携が明るみに出れば、弁護士会からの懲戒はもちろん、刑事罰が科される例も多く、「禁錮以上の刑に処された者」（執行猶予付きであっても含まれる）として弁護士法上の欠格事由に該当し、弁護士資格を失うことになる。
失踪した者や、破産した者、私財を投じて被害回復に充てざるを得なくなった者などがいるほか、自殺に追い込まれた例もある。

## 非弁提携の手口

### 古典的非弁提携
昭和の時代から、事件屋・整理屋と結託する非弁提携弁護士が問題となってきた。
「先生は座っているだけで月●万円です」などと述べて名義貸しを勧誘し、実際の法律事務は事務職員名目で送り込んだ非弁業者が処理するのが最も古典的な手口である。古典的な事件屋は手荒なことが多く、一旦取り込まれてしまうと、事務所の経理を掌握されてしまい、弁護士は依頼者の預り金の処理も含め事務所の資金繰りが一切分からなくなるなど、事務所の経営権を事実上喪失することになる。さらには、結局約束された名義貸し料も支払われず、非弁提携弁護士は債務だけを負い、懲戒処分や刑事罰を受ける末路を辿ることが多い。

### 新型非弁提携
法律サービス市場と弁護士の年齢層の双方の変化に伴い、非弁提携の手口も変化してきているといわれる。
広告費などの名目で高額の請求を行い、実質的に依頼者の紹介料を得、または報酬分配を行う事例が報告されている。
インターネット上で弁護士紹介を謳うサイトやサービスには、紹介料の徴収や広告業者の法律相談の内容への関与により非弁提携が疑われるものがある。

### 標的となる弁護士
高齢で後継者のいない弁護士が標的となるケースのほか、仕事の獲得がうまくいかない若手・新人が標的になるケースも増えているという。

## 非弁提携業者の類型
以下に、非弁提携業者として活動することが多い業種を例示する。なお、事件屋・整理屋を除いて、これらの業種に携わる者全てが非弁提携業者であるということではない。
事件屋・整理屋
古典的な非弁提携業者である。
隣接士業の一部
隣接士業のうち、主に司法書士と行政書士について組織的な非弁提携が指摘されることが多い。
弁護士と隣接士業が協働して依頼者のために行動するいわゆるワンストップサービスは、依頼者にも利点が多いと指摘されるものの、非弁提携を避けるためには例えば以下のような受任形態を採る必要があるとされる。
1. 弁護士が一括受任して、提携相手方を下請けにする。
2. 依頼者の必要とする事務を法律事務と非法律事務に区分けし、提携相手方は非法律事務のみ受任する。

探偵
主に離婚事件や不貞行為に関する事件において、探偵が弁護士の紹介料を取ろうとしたり、さらにエスカレートして弁護士の業務に介入しようとする例が報告されている。
広告業者
弁護士広告の解禁により、大量のテレビCMやインターネット広告が行われるようになったが、広告業者の中には、広告費名目で実質的に報酬分配を受けたり、または紹介料を得たりし、さらには事務員を派遣して法律事務所の運営を掌握したりする者もいる。
墓じまい代行
石材業者・ネット葬儀社・行政書士が、法的には承継祭祀財産の処分行為である、墓じまいを代行すると広告して集客、契約。墓地管理者とこじれた場合、提携弁護士に投げるなどの、非弁提携を行っている